# Kildonan House

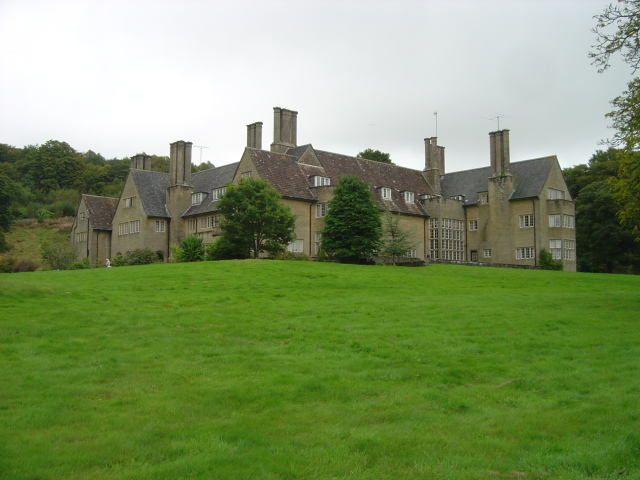
Kildonan House

Kildonan House ist ein Herrenhaus rund einen Kilometer nordwestlich schottischen Ortschaft Barrhill in der Council Area South Ayrshire. Es liegt unweit des Nordufers des Duisk River. 1971 wurde das Bauwerk in die schottischen Denkmallisten in der höchsten Denkmalkategorie A aufgenommen.

## Beschreibung
Der konservative Unterhausabgeordnete Euan Wallace erbte die Ländereien von Kildonan unter der Bedingungen, dass er dort seinen Wohnsitz errichtet. Wallace Ehefrau Barbara Lutyens ist Tochter des Architekten Edwin Lutyens, welcher Kildonan House jedoch nicht entwarf. Hierfür zeichnet der schottische Architekt James Miller verantwortlich, der sich jedoch an Lutyens Stil orientierte.
Das groß dimensionierte Kildonan House wurde im Jahre 1923 fertiggestellt. Es orientiert sich an der englischen Herrenhausarchitektur vergangener Jahrhunderte. Das Gebäude beherbergt einen Theatersaal sowie einen Tennisplatz. 2009 wurde Kildonan House in das Register gefährdeter denkmalgeschützter Bauwerke in Schottland aufgenommen. Sein Zustand wurde jedoch 2014 als gut bei geringer Gefährdung eingestuft.